# Emex australis
Emex australis là một loài thực vật có hoa trong họ Rau răm. Loài này được Steinh. mô tả khoa học đầu tiên năm 1838.